# Mártires (Lisboa)
Mártires era una freguesia portuguesa del municipio de Lisboa, distrito de Lisboa.

## Historia
Ocupando cerca de la mitad de la zona del Chiado, esta antigua freguesia era la más pequeña de Lisboa y la que más elementos culturales presentaba. Fue en este lugar donde nacieron el poeta y escritor Fernando Pessoa y Camilo Castelo Branco.
Fue suprimida el 8 de noviembre de 2012, en aplicación de una resolución de la Asamblea de la República portuguesa al unirse con las freguesias de Castelo, Madalena, Sacramento, Santa Justa, Santiago, Santo Estêvão, São Cristóvão e São Lourenço, São Miguel, São Nicolau, Sé y Socorro, formando la nueva freguesia de Santa Maria Maior.

## Patrimonio
- Teatro Nacional de São Carlos (1793)
- Basílica de Nuestra Señora de los Mártires
- Convento de São Francisco da Cidade (actual Facultad de Bellas Artes de Lisboa).
- Convento da Boa Hora, donde fue instalado el Tribunal (a finales del siglo XIX).
- Estatua de Fernando Pessoa en la plaza del Chiado